# Alphonse Juin
Alphonse Pierre Juin (16. december 1888 – 27. januar 1967) var den sidste marskal af Frankrig. 
Under anden verdenskrig kommanderede han det franske ekspeditionskorps i den femte amerikanske armé som brød gennem Gustavslinien under slaget om Monte Cassino i 1944. Han tjenestegjorde fra 1912 til 1962 og var medlem af Académie française.